# Mayetia walkeri
Mayetia walkeri är en skalbaggsart som beskrevs av Schuster, Marsh och Park 1960. Mayetia walkeri ingår i släktet Mayetia och familjen kortvingar. Inga underarter finns listade i Catalogue of Life.